# Divlji Bill Hickok
Divlji Bill Hickok, pravim imenom James Butler Hickok (Troy Grove, Illinois, 27. svibnja 1837. – Deadwood, Južna Dakota, 2. kolovoza 1876.), američki graničar, vojni izviđač, revolveraš i čuvar reda koji je radio na uvođenju reda na Divljem zapadu. Njegova reputacija vrsnog revolveraša stvorila je legende i priče o njegovom životu koje su popularizirane u obliku romana u kasnom 19. i ranom 20. stoljeću.

## Životopis
Potječe iz stare obitelji koja se još u prvoj polovici 17. stoljeća doselila u Ameriku, na područje Massachusettsa, iz Engleske. Billov otac William preselio je obitelj iz Vermont u Illinois, u naselje Homer, danas Troy Grove, u kojem je njegova supruga Polly rodila Billa. Kada je imao sedamnaest godina, napustio je obiteljsku kuću te se 1856. godine uključio u borbu protiv roptva na teritoriju Kansasa. Budući da je već bio vješt s oružjem, služio je kao tjelohranitelj generala Jamesa H. Lanesa. U to vrijeme spasio je od batina tada jedanaestogodišnjeg dječak koji je kasnije postao poznat kao Buffalo Bill (1846.-1917.) te su njih dvojica postali dugogodišnji prijatelji.
Godine 1858. postao je šerif u gradiću Monticello u Kansasu. U to vrijeme se sukobio s medvjedom kojeg je ustrijelio, što ga je samo još više razbjesnilo pa ga je morao ubiti nožem, što ga je umalo stajalo života. Taj događaj donio mu je dodatnu slavu i reputaciju. Poslije sukoba se dugo oporavljao od ozlijeda pa se tek u ljeto 1861. godine raditi na postaji Pony Expressa u Rock Creeku. Tamo je ubio u revolveraškom dvoboju Davida McCanlesa, nakon čega se počela stvarati legenda o njemu širom zapadne granice.
Za vrijeme Američkog građanskog rata (1861. – 1865.), djelovao je kao vojni izviđač, špijun i snajperist i ti su mu poslovi osigurali nadimak Divlji Bill. Poslije završetka građanskog rata, nastavio je svoj pustolovni život. U ljeto 1865. godine ubio je u Springfield, Missouriju u dvoboju iskusnog revolveraša Davida Tutta koji se razmetao satom koji je na pokeru uzeo od Billa. Bill je i ovoga put uhićen, suđeno mu je i ponovno je bio oslobođen optužbe za ubojstvo. Sljedećih je godina izviđao za više američkih generala, kao i za pukovnika Georgea Armstronga Custera (1839.-1876.) koji je kasnije poginuo u borbi protiv Indijanaca u bitci kod Little Bighorna.
Godine 1869. Bill je postao šerif Hays Cityja u Kansasu u kojem je ubio nekolicinu ljudi u pucnjavama. Dvije godine kasnije prihvatio je službu maršala u gradiću Abilene u kojem je također ubio nekolicinu ljudi u pucnjava, a među njima slučajno i svog zamjenika zbog čega je bio udaljen iz službe. Nakon toga se, 1873. godine pridružio putujućem cirkusu Buffalo Billa sa sjedištem u gradu Rochesteru u državi New York na istočnoj obali SAD-a, ali je napustio posao zbog nezadovoljstva već sljedeće godine i vratio se na Divlji zapad.
Godine 1876. oženio je bivšu cirkusku izvođačicu Agnes Lake Thatcher, a potom je krenuo u planine Black Hills kako bi zaradio nešto novca u traganju za zlatom. Ubrzo je postao čuvar reda u gradu Deadwoodu u Južnoj Dakoti gdje je ubijen s leđa tijekom pokeraške igre. Karte koje je Divlji Bill imao u trenutku smrti postale su poznate kao Dead Man's Hand.

## Vanjske poveznice
|  | Zajednički poslužitelj ima stranicu o temi Divlji Bill Hickok |